# The Rules of Hell
The Rules of Hell es una colección de cuatro discos de la banda de heavy metal inglesa Black Sabbath, con Ronnie James Dio como vocalista, en versiones remasterizadas. Se incluyeron los siguientes discos:
- 1980 Heaven and Hell[1]
- 1981 Mob Rules[1]
- 1982 Live Evil (2 CD)[1]
- 1992 Dehumanizer[1]

Fue lanzado el 22 de julio de 2008 a través de Rhino.
Algunas canciones incluidas son:
1. "Neon Knights"
2. "The Mob Rules"
3. "Children of the Grave"
4. "Voodoo"
5. "Country Girl"